# Draba aureola
Espèce
Classification phylogénétique
Draba aureola est une espèce de plante à fleurs de la famille des Brassicacées. C'est une plante vivace présente à l'ouest de l'Amérique du Nord de la Californie jusque dans l'État de Washington.

## Habitat
La plante est présente dans les régions côtières et montagneuses de l'ouest de l'Amérique du Nord de la Californie jusque dans l'État de Washington en passant par l'Oregon. Elle est ainsi présente dans les régions montagneuses et humides de la chaine des Cascades comme par exemple dans le parc national volcanique de Lassen. Les anglophones la surnomment d'ailleurs Mount Lassen draba qui se traduit littéralement par « Drave du pic Lassen ». Elle se développe ainsi dans des zones rocheuses.

## Description
Draba aureola est une plante vivace possédant une ou plusieurs tiges recouvertes de poils. Les feuilles partent en touffes denses à partir du niveau du sol. Elles sont également couvertes d'une protection en poils de couleur claire. L'inflorescence a une forme sphérique et peut disposer de plus de 80 petites fleurs jaunes densément regroupées. Chaque pétale fait environ 5 millimètres de long. Le fruit est un silique d'un centimètre de long pour 5 millimètres de large.